# Aletris foliolosa
Aletris foliolosa är en enhjärtbladig växtart som beskrevs av Otto Stapf. Aletris foliolosa ingår i släktet Aletris och familjen myrliljeväxter. Inga underarter finns listade i Catalogue of Life.